# Szymborze
Szymborze – część miasta Inowrocław, dawniej wieś. Miejsce urodzenia Jana Kasprowicza.
W niedzielę wielkanocną odbywają się w niej tzw. przywołówki. 
Dom Jana Kasprowicza, a raczej odbudowany budynek na miejscu starej chaty, znajduje się przy ulicy Wielkopolskiej. Zabytek stanowi kościół św. Antoniego Padewskiego z 1937 r.
Zabudowania dzielnicy to domki jednorodzinne. Przez osiedle przechodzi tzw. Magistrala węglowa. Po wybudowaniu jej na Szymborzu planowano budowę stacji kolejowej; ostatecznie jednak powstała ona 2 km dalej na Rąbinku.
W czasie okupacji niemieckiej, przed 1945 Niemcy dla Szymborza używali nazwy Therwingen.